# Ptasiowski Potok
Ptasiowski Potok – potok, prawy dopływ Bielskiego Potoku na północnych stokach Tatr Bielskich na Słowacji. Jego zlewnia znajduje się w Dolinie Ptasiowskiej. Potok wypływa na wysokości około 1230 m pod Żlebińską Przełęczą i spływa w kierunku północno-wschodnim dnem porośniętej lasem doliny. Uchodzi do Bielskiego Potoku na wysokości około 960 m, naprzeciwko Ptasiowskich Turni. Od nazwy tych turni pochodzi nazwa potoku. Wzdłuż jego biegu prowadzi droga leśna, wyżej zamieniająca się w ścieżkę.